# Кризис в Никарагуа
Кризис в Никарагуа 1894–1895 годов был вызван аннексией Москитового берега Никарагуа, которая привела к британской оккупации Коринто.

## Договор Манагуа
28 января 1860 года Великобритания и Никарагуа заключили договор в Манагуа. По нему Никарагуа получила контроль над всем побережьем Карибского моря от мыса Грасиас-а-Дьос до Грейтауна, но предоставила автономию территориям Мискитового берега. Король Москитового берега, Георг Август Фредерик II, принял эти изменения с условием, что он сохранит свою местную власть и будет получать ежегодную субсидию в размере 1000 фунтов стерлингов до 1870 года. После его смерти в 1865 году Никарагуа не признало его преемника Уильяма Генри Кларенса .
Тем не менее, территориями продолжал управлять избираемый местным населением вождь, которому помогал административный совет, заседавший в Блуфилдсе. Местные жители отрицали, что сюзеренитет Никарагуа подразумевал какое-либо право вмешательства в их внутренние дела. Вопрос был передан на арбитраж императору Австрии, который поддержал доводы индейцев и подтвердил, что сюзеренитет Никарагуа ограничивался правами местных жителей на самоуправление.

## Аннексия Москитового берега
В начале 1894 года Никарагуа вторглась в резервацию Москито, оккупировала Блуфилдс и 12 февраля 1894 года свергла наследного вождя — принца Роберта Генри Кларенса, однако в июле войска Никарагуа были выведены из-за британской и американской интервенции. После вывода британских войск в городе Блуфилдс начались беспорядки. В ответ на это правительство Никарагуа вновь ввело войска. В августе 11 британских подданных и 2 гражданина США были арестованы за участие в беспорядках и отправлены в Манагуа для расследования и суда. Никарагуанские войска остались в стране и начали процесс политической ассимиляции территорий Москито.
Пользуясь полной свободой от иностранного вмешательства в течение четырнадцати лет, 20 ноября 1894 года президент Никарагуа Хосе Сантос Селайя официально включил земли резервации Москито в состав Республики Никарагуа. Бывший Москитовый Берег был преобразован в никарагуанский департамент Селайя.

## Британская оккупация Коринто
На отказ Никарагуа выплатить Великобритании индемнити за аннексию заповедника Москито, британцы ответили оккупацией никарагуанского тихоокеанского порта Коринто 27 апреля 1895 года. Через некоторое время правительство Никарагуа все таки выплатило компенсацию и британские войска покинули город.